# Westwerk

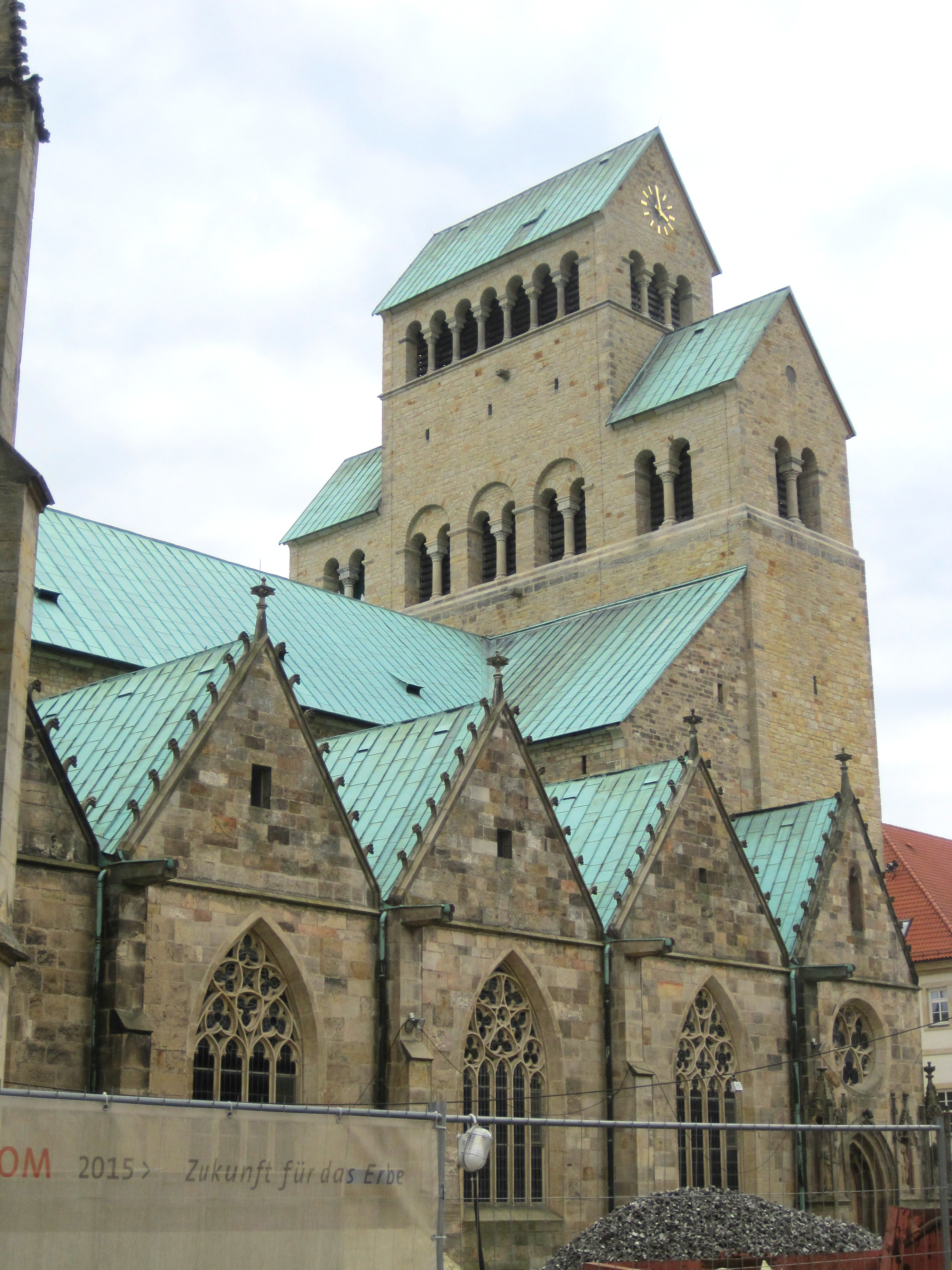
Westwerk de la catedral de Santa Maria de Hildesheim des del nord-est

El westwerk (de l'alemany, en anglès westwork, en francès massif occidental) és el cos occidental, a manera de nàrtex de diversos pisos, d'algunes esglésies carolíngies, otonianes i romàniques de filiació imperial; és difícil trobar-ne exemples fora de l'àrea central del Sacre Imperi Germànic. Posteriorment, l'arquitectura gòtica alemanya va desenvolupar-lo en algunes construccions i, arran de destruccions o ex novo, se'n feren interpretacions neoromàniques.

## Arquitectura
Es tracta d'una estructura arquitectònica perpendicular i adjacent a la nau, que normalment ultrapassa l'altura d'aquesta, sovint flanquejat per dues torres que delimiten el cos central. A la part baixa d'aquest cos central pot situar-s'hi l'entrada amb una porta o tres, un absis o res; exteriorment, com les torres, pot presentar-se decorat amb finestres i arcuacions, cegues o corresponents a galeries. A l'interior de les torres s'hi ubiquen les escales que faciliten l'accés a la seva part superior, on s'obren finestres i es troben les campanes, i als diferents nivells del cos central. A l'interior d'aquest es distribueixen un vestíbul, una capella sovint advocada a sant Miquel i llotges que donen a la nau.

## Distribució
El més antic documentat és el de l'abadia de Saint-Riquier, a la ciutat homònima del Somme, que va ser finançada per Carlemany. El més antic conservat és el de l'abadia de Corvey, a Höxter (Rin del Nord-Westfàlia), edificada entre 873-885. Es troben nombroses mostres a Alemanya, França, Països Baixos, Bèlgica, Suïssa i Àustria; fora d'aquí no és un element gaire practicat, n'és un exemple San Lorenzo de Verona.

## Lloc de representació
El westwerk pot interpretar-se com un lloc de representació de l'emperador, o rei, des d'on ell i els seus acompanyants seguien les misses a distància de la plebs i des d'una posició superior. Alguns autors han volgut veure en la seva ubicació, oposada al santuari major, una mena de contraposició del poder temporal del regent al poder etern de l'Església. De fet, bona part dels temples dotats d'aquest element van ser patrocinats, almenys en part, pels màxims governants del territori.
Els frescos que decoren l'interior de l'abadia de Corvey, originals del segle ix, mostren escenes de l'Odissea, més pròpies d'un àmbit civil que eclesial. Els normands, fent una lectura dels originals carolingis, en van bastir el primer, emmarcat dins l'arquitectura normanda, a l'abadia de Jumièges, consagrada el 1067 en presència de Guillem el Conqueridor, fundador de la dinastia Normanda.

## Galeries d'imatges
- Basílica de la Verge Maastricht (Països Baixos)
- Catedral de Münster (Rin del Nord-Westfàlia)
- St. Cosmas und Damian, Wunstorf (Baixa Saxònia)
- Catedral de Minden (Rin del Nord-Westfàlia)
- St. Bonifatius, Freckenhorst (Westfalia)
- San Lorenzo, Verona (Vèneto)

- Sint-Gertrudiskerk, Bergen op Zoom (Brabant del Nord)
- St. Godehard, Hildesheim (Baixa Saxònia)
- Església de Drübeck (Saxònia-Anhalt)

- Catedral d'Espira (Palatinat)
- Església evangèlica de Stadtteil Gaggstatt (Baden-Württemberg)